# Amé Gorret
Amé Gorret (pron. fr. AFI: [ame ɡoʁe], detto Abbé Gorret; Valtournenche, 25 ottobre 1836 – Saint-Pierre, 4 novembre 1907) è stato un presbitero e alpinista italiano.
È conosciuto come l'abbé Gorret, che in francese significa abate Gorret. Tale definizione è tuttavia inesatta, in quanto Gorret non fu mai abate. Il termine "abbé" si usa in lingua francese con un significato più ampio, riferendosi a un religioso cui la comunità attribuisce una particolare importanza.
Originario della Valtournenche, è conosciuto principalmente per la sua fama di alpinista (fece anche parte della prima spedizione italiana al Cervino), nonché per la sua indole anticonformista, ragione per la quale fu spesso assegnato a parrocchie di alta montagna che lui stesso considerò come un esilio.

## Biografia
Amé Gorret è nato il 25 ottobre 1836 a Valtournenche, figlio di Jean-Antoine Gorret e Marie-Véronique Carrel. Amé è il suo nome nel patois valtournain, ma è talvolta riportato secondo la dicitura standardizzata francese di Aimé, avente lo stesso significato.

Compì gli studi di base nel suo paese natale sotto la guida del sacerdote locale ed in seguito del vicario. Sotto suggerimento di questi ultimi, fu mandato a studiare in seminario ad Aosta, ricevendo gli ordini il 25 maggio 1861.
Il 1º agosto del medesimo anno mentre saliva a Champorcher, sede della sua prima parrocchia, incontrò il re Vittorio Emanuele II di Savoia, con il quale in seguito si venne a creare un'amicizia principalmente dovuta alla passione comune per la montagna ed al disprezzo verso i formalismi della vita politica dell'epoca.

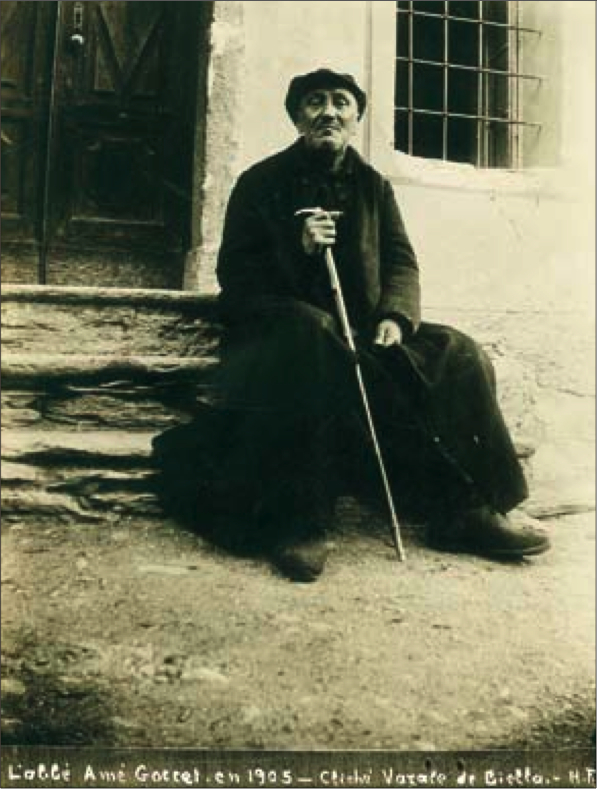
Amé Gorret nel 1905

Gorret fu spesso trasferito repentinamente di parrocchia: già nel 1864 passò da Champorcher a Saint-Pierre, poi nel 1865 passò a Cogne.

Fece parte della cordata che il 17 luglio dello stesso anno, insieme ai compaesani Jean-Antoine Carrel, Jean-Baptiste Bich e Jean-Augustin Meynet compì la prima ascensione italiana al Cervino, preceduta solo di tre giorni dalla prima ascensione assoluta diretta dall'inglese Edward Whymper.
Nel 1866 fu trasferito alla parrocchia di Valgrisenche. Tra il 1869 ed il 1880 cambiò spesso sede, diviso tra la gestione di piccole parrocchie di montagna, l'insegnamento in seminario, il lavoro intellettuale e la sua passione per la montagna. Quest'ultima gli permise di conoscere molte personalità dell'alpinismo dell'epoca, riunite nel neo-costituito Club Alpino Italiano.
A partire dal 1881 si trovò nel Delfinato, fino al momento in cui il governo francese non decise il rimpatrio di tutti i preti stranieri (1884). Negli anni che seguirono fu rettore a Saint-Jacques-des-Allemands, alla sommità della val d'Ayas.
Nel 1902 iniziò ad accusare problemi alla vista e fu operato a Torino nell'anno successivo. Nel 1905, con l'aggravarsi delle sue condizioni di salute, fu trasferito nuovamente al priorato Saint-Jacquême di Saint-Pierre, ove morì il 4 novembre 1907.

## Curiosità

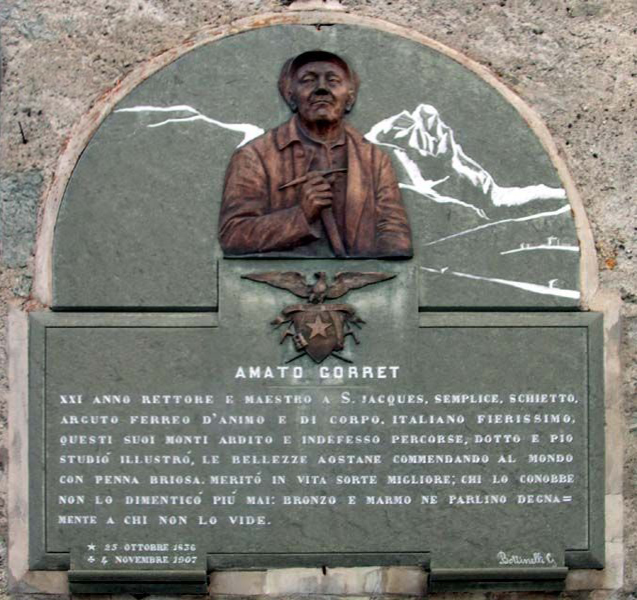
Lapide in ricordo di Amato Gorret a Saint-Jacques-des-Allemands.

Amé Gorret è conosciuto soprattutto come Abbé Gorret ma anche come Aimé Gorret in francese, Amato Gorret in italiano, Amatus Gorret in latino e con altri pseudonimi quali l'Ours de la montagne, l'Ermite de Saint-Jacques e Le Grand Gorret.

## Opere
- Amé Gorret, Ascension du Mont-Cervin, Feuille d'Aoste n. 41, 43, 44, Aoste, 1865
- Amé Gorret, Claude-Nicolas Bich, Guide Illustré de la Vallée d'Aoste, 1876.
- Amé Gorret, Victor-Emmanuel sur les Alpes, 1879.